# Bundesverkehrswegeplan 1985
Der Bundesverkehrswegeplan 1985 wurde – als Fortschreibung des Bundesverkehrswegeplans 1980 für den Planungszeitraum von 1986 bis etwa 2000 – am 18. September 1985 vom Bundeskabinett beschlossen.
Gegenüber früheren Plänen hatte der Plan deutlich veränderte Investitionsschwerpunkte: Neu- und Ausbaustrecken bei der Eisenbahn wurden dabei stärker als zuvor forciert. Das Gesamtfinanzvolumen lag bei 126,1 Milliarden D-Mark. Davon entfielen 35 Mrd. DM auf das Schienennetz der Deutschen Bundesbahn. Der Anteil der Eisenbahn war dabei gegenüber dem vorigen Zehn-Jahres-Zeitraum um 25 % gestiegen.
Der Anteil der Eisenbahnen an den Gesamtinvestitionen lag bei 27,8 %, der Anteil der Bundesfernstraßen bei 39,7 %.
Der Plan sollte im Jahr 1990 fortgeschrieben werden. Nach der Deutschen Wiedervereinigung folgte ihm letztlich mit dem Bundesverkehrswegeplan 1992 der erste gesamtdeutsche Bundesverkehrswegeplan nach.

## Maßnahmen

### Eisenbahn
Die Bundesbahn meldete im Frühjahr 1985 die von ihr vorgeschlagenen Neu- und Ausbauprojekte für den Bundesverkehrswegeplan 1985 an. Die ausgewählten Kapazitätsengpässe beseitigen und/oder Reisezeitverkürzungen ermöglichen. Die Bundesbahn hatte unter anderem für alle Relationen zwischen den rund 90 Oberzentren Luftliniendistanzen und Reisezeiten ins Verhältnis gesetzt, um besonders niedrige Luftliniengeschwindigkeiten zu ermitteln und mit Verkehrspotentialen zu gewichten.
Allein 9,3 Mrd. DM waren im Überhang für die Fertigstellung der Neubaustrecken Hannover–Würzburg und Mannheim–Stuttgart vorgesehen. 16,3 Mrd. DM entfielen auf Ausbauprojekte. Als neue Maßnahmen wurden die Schnellfahrstrecke Köln–Rhein/Main, der Neu- und Ausbau der Rheintalbahn zwischen Karlsruhe und Basel sowie die Ausbaustrecke/Neubaustrecke Plochingen–Günzburg in den Vordringlichen Bedarf des Verkehrswegeplans aufgenommen. Im Endausbau sollte das Netz von Neu- und Ausbaustrecken eine Länge von rund 4000 km erreichen. Als Kernstück der neuen Schienenverkehrsvorhaben galt dabei die Neubaustrecke Köln–Rhein/Main.
Der Plan sah vor, die Investitionen für Schienenwege bis 1995 auf das Niveau des Fernstraßenbaus zu heben. Für den Vordringlichen Bedarf waren Investitionen von rund 14 Milliarden D-Mark vorgesehen.
Der Bundesverkehrswegeplan 1985 enthielt im Vordringlichen Bedarf folgende Ausbaustrecken:
- Frankfurt am Main–Mannheim (1. Ausbaustufe der Riedbahn, insbesondere der Westlichen Einführung der Riedbahn)
- Gießen–Friedberg
- Dortmund–Gießen
- Hamburg–Hannover (Bahnstrecke Lehrte–Hamburg-Harburg, Bahnstrecke Hannover–Celle)
- Hamburg–Münster
- Würzburg–Augsburg (Bahnstrecke Fürth–Würzburg, Bahnstrecke Nürnberg–Bamberg, Bahnstrecke Donauwörth–Treuchtlingen, Bahnstrecke Augsburg–Nördlingen)

Alle sechs Maßnahmen wurden bis Anfang der 1990er Jahre abgeschlossen.
Aufgrund des gesamtwirtschaftlichen Vorteils sah der Plan weitere Ausbaustrecken vor:
- Fulda–Frankfurt am Main (Bahnstrecke Kinzigtalbahn)
- Frankfurt am Main–Mannheim (zweite Ausbaustufe der Riedbahn)
- Graben-Neudorf–Karlsruhe (Bahnstrecke Mannheim–Rastatt, Ausbau 1991 abgeschlossen)
- Münster–Köln
- Günzburg–Augsburg (Bahnstrecke Augsburg–Ulm)
- Mainz–Mannheim (Bahnstrecke Mainz–Ludwigshafen)
- Dortmund–Kassel
- München–Mühldorf–Freilassing (Bahnstrecke München–Simbach und Bahnstrecke Mühldorf–Freilassing)
- Hamburg-Harburg–Rothenburgsort

Im Abschnitt der Planungen wurden folgende Ausbaustrecken aufgenommen, die einen gesamtwirtschaftlichen Vorteil erwarten ließen:
- Hamburg–Puttgarden
- Maschen–Lehrte
- Rotenburg–Minden
- Köln–Aachen
- Aschaffenburg–Gemünden
- Nürnberg–Passau
- Augsburg–München
- Saarbrücken–Ludwigshafen am Rhein
- Karlsruhe–Stuttgart
- Nürnberg–Stuttgart

Insgesamt umfasste der Bundesverkehrswegeplan 1985 im Abschnitt Planungen zwölf Projekte mit einer Investitionssumme von insgesamt 3,8 Milliarden D-Mark.
Nach Realisierung aller Maßnahmen sollten rund zwei Drittel des IC-Netzes mit Geschwindigkeiten von wenigstens 200 km/h befahrbar sein.

### Bundesfernstraßen
Die Fernstraßenprojekte sind im Bundesverkehrswegeplan 1985 – im Gegensatz zu den Verkehrsträgern Schiene und Wasserstraße – nicht als Projektliste, sondern nur in Form einer Karte enthalten; diese Karte ist dem BVWP 1985 als Anlage 2 beigegeben.

### Bundeswasserstraßen

#### Überhang
Binnenschifffahrtsstraßen:
- Ausbau Mittellandkanal
- Ausbau westdeutsches Kanalnetz
  - Restausbau Wesel-Datteln-Kanal
  - Schleusenausbau Rhein-Herne-Kanal Ost
  - Teilausbau Dortmund-Ems-Kanal
  - Abstiegsbauwerk Henrichenburg
- Sohlenstabilisierung Niederrhein
- Nachregulierung Mittelrhein
- Rest- und Folgemaßnahmen Oberrhein
- Ausbau Saar
- Neubau Main-Donau-Kanal und Donauausbau
- Substanzerhaltung Elbe-Lübeck-Kanal
- Kleinere Vorhaben einschl. Ersatzinvestitionen bis 1995

Seeschifffahrtsstraßen:
- Ems-Leda-Anpassung
- Ausbau seewärtiger Zufahrten Elbe, Weser, Jade
- Ausbau Nord-Ostsee-Kanal
- Kleinere Vorhaben einschl. Ersatzinvestitionen bis 1995

#### Neue Vorhaben
- Restausbau Rhein-Herne-Kanal
- Ausbau Datteln-Hamm-Kanal (West)
- Ausbau Untermain
- Anpassung Mittelweser
- Vertiefung Mittelrhein zwischen Köln und Koblenz
- Vertiefung Neckar oberhalb Heilbronn
- Teilausbau Dortmund-Ems-Kanal